# 1199 Geldonia
1199 Geldonia (1931 RF) là một tiểu hành tinh vành đai chính được phát hiện ngày 14 tháng 9 năm 1931 bởi Eugène Joseph Delporte ở Uccle. Nó được đặt theo tên Latin của Jodoigne, nơi sinh của Eugène Joseph Delporte.